# R-Type Final
R-Type Final è un videogioco di tipo sparatutto a scorrimento orizzontale (a tratti anche verticale e persino diagonale) per PlayStation 2, pubblicato dalla Irem nel 2003. Doveva trattarsi dell'ultimo episodio della celebre saga di R-Type, ma in seguito sono stati realizzati nuovi capitoli, a partire dal 2007 con R-Type Command, disponibile per PlayStation Portable. Come il precedente R-Type Delta, R-Type Final possiede una grafica tridimensionale. Ha tre diversi livelli finali, ma solo uno di essi sancisce la sconfitta definitiva dei nemici Bydo, con la distruzione totale del loro impero, mentre in un altro, che è alla base del già menzionato R-Type Command, si assiste a un clamoroso trionfo del Male. Il sequel R-Type Final 2 (2021) si riallaccia invece al terzo dei livelli conclusivi di R-Type Final.

## Trama e modalità di gioco
L'impero Bydo attacca per l'ennesima volta i terrestri. Il giocatore può scegliere adesso la sua navicella tra le ben 101 che gli vengono proposte, con la possibilità di cambiarla a ogni livello completato, meno il terzo; essa rimane sempre orientata verso destra, dunque anche durante le fasi a scorrimento verticale e obliquo. Alcune delle navicelle giocabili erano già apparse nei precedenti capitoli della saga, ma ci sono anche l'astronave OF-1, protagonista dello spin-off Image Fight, e l'elicottero pilotato in Mr. Heli, titolo Irem senza alcun legame con la serie.
Durante la missione, il giocatore dovrà fronteggiare un impressionante numero di nemici Bydo (non pochi quelli invulnerabili). Se conclude il terzo livello con la navicella numero 69, il cui nome è Cross The Rubicon, accederà a un livello segreto, il 3.5, ritrovandosi quindi nell'orripilante Forest Watchdog (che dà il nome al livello in questione) situata nel mondo parallelo dei Bydo; dopodiché passerà regolarmente al quarto livello, che come i primi tre si svolge sulla superficie terrestre. Tutti questi livelli terminano con un boss da affrontare: quello del livello segreto è l'albero Bydo su cui in R-Type Delta la navicella terrestre R-13 Cerberus si era schiantata secondo il sofisticatissimo piano elaborato dai malvagi esseri, che non paghi di ciò hanno poi contaminato irrimediabilmente il velivolo collocandolo nell'albero; mentre il boss del quarto livello, Dobkeratops Mattuchius, è un mostro ottenuto dalla fusione dei redivivi boss Dobkeratops e Bellmite del primo R-Type. Nel livello 1 e nel livello 4 ci sono anche due miniboss, chiamati rispettivamente Gironika e Cattepigard.
Il livello 5, ambientato nella galassia Dimension 26, presenta anch'esso un boss, Fine-Motion, che è  formato da tre elementi, uno dei quali, quello centrale, contiene l'energia vitale, indispensabile dunque per la sopravvivenza del tris di componenti; dai tre possibili esiti positivi di questa battaglia si dipartono le tre differenti evoluzioni che il gioco prenderà. Se al momento della distruzione del nucleo centrale i prolungamenti delle unità laterali non sono stati già eliminati - la più probabile delle tre eventualità, dato che l'elemento centrale è piuttosto facile da attaccare - si accederà al livello 6.0 e poi al livello F-A; se invece verranno distrutti per primi i prolungamenti di cui si è detto, il giocatore accederà, a seconda del colore con cui sono apparsi - blu o rosa - rispettivamente ai livelli 6.1 e 6.2; al livello 6.1 farà poi seguito il livello F-B, al livello 6.2  invece il livello F-C. F-A, F-B e F-C sono i tre diversi livelli finali del gioco.
Nel livello 6.0, che si svolge in una base dei Bydo sospesa nell'etere, il boss è una vecchia conoscenza della saga, Gomander (boss unico nel livello 2 di R-Type; terzo aspetto assunto dal boss Phantom Cell nel livello 5 in R-Type III: The Third Lightning; secondo boss nel livello 5 di R-Type Delta, ove è chiamato Cyst): stavolta più difficile da sconfiggere, in quanto la sfera contenente l'energia vitale è collocata al suo interno ed è essa stessa un'arma offensiva. Nel successivo livello F-A il giocatore penetra nel wormhole che immette al mondo parallelo dei Bydo, sullo sfondo del quale è possibile distinguere la silhouette di una coppia umana che si abbandona alla passione. Questo livello presenta come boss il nuovo imperatore dei Bydo, che ha l'aspetto di un colossale pezzo di carne: in pratica si tratta del migliore fra i tre finali possibili, perché la distruzione del boss determina la fine di tutti gli esseri Bydo.
Il livello 6.1, privo di nemici comuni, ha come teatro di combattimento la soglia del wormhole, con il boss Nomemayer che fa capolino da esso: può ricordare in questo l'ultima fase della lotta con Mother Bydo in R-Type III: The Third Lightning. Dal livello 6.1 si passerà quindi, come già detto, al livello F-B, che è ambientato nell'hangar delle forze di difesa degli umani. Questo finale è totalmente privo di happy end, in quanto la navicella del giocatore distruggendo Nomemayer rimane contaminata nell'esplosione che se ne verifica, con conseguente metamorfosi in un essere Bydo, e al suo rientro nell'hangar sarà pertanto inevitabile la battaglia contro le cento navicelle non utilizzate dal giocatore in quel momento, una delle quali, differenziandosi dalle altre per via dell'armamento potenziato al massimo, fa da boss del livello (la navicella in questione viene scelta dal computer in modo random). Se il giocatore vince, paradossalmente il Male avrà sconfitto il Bene. Da questo finale prenderà le mosse il sequel R-Type Command.
Il livello 6.2 è ambientato in una sezione del mondo parallelo in cui vivono i Bydo, il cui nome è Anti-Space, posta in corrispondenza del XXII secolo (e non del XXVI, come invece nei livelli 3.5 e F-A), e alla fine di esso c'è da eliminare un boss, la coppia Gridlock (che in inglese significa "ingorgo"; non per nulla Anti-Space si configura come un insieme di griglie in wireframe sovrapposte), ovvero un maschio e una femmina Bydo cristallizzati. Ne è invece privo il livello F-C, sua prosecuzione, con la navicella del giocatore che deve ritornare al secolo XXVI affrontando in un'area stellata una lunga battaglia sia contro vari esseri Bydo (alcuni dei quali sono indistruttibili, compresi i numerosi cloni di Fine-Motion presenti verso la fine dello stage) sia contro i Bat, una delle tipologie di cyborg alieni che facevano da nemici in Image Fight, spin-off della serie; una volta arrivata all'anno 2501, l'astronave terrestre potrà finalmente uscire dalla dimensione dei Bydo, senza tuttavia aver distrutto il loro impero (che tornerà a minacciare la Terra nel nuovo capitolo R-Type Final 2). Da notare che in questo livello finale non è possibile riprendere il gioco con una nuova partita se il giocatore perde l'unica vita che ha a disposizione.

## Armamento
Ciascuna delle 101 navicelle disponibili presenta caratteristiche proprie, che possono essere migliorate grazie ai power-up sparsi nei livelli. Comune a tutte è lo sparo principale, con un elevato potere distruttivo, ma il tempo di caricamento varia a seconda delle navicelle. Alcuni power-up fungono da scudo (ci sono dieci diverse opzioni). Un altro power-up, di forma sferica, è indistruttibile e può essere applicato alla prua della navicella come protezione o anche utilizzato per infliggere gravi danni ai nemici comuni più resistenti e ai boss. Infine c'è una bomba in grado di uccidere tutti i nemici comuni presenti nella schermata: per eliminare i boss ne occorrono almeno due, caricate alla massima potenza.

## Livelli e boss
- Livello 1,  Metropolis Quietus - Boss: Xelf-16

- Livello 2, Twisted Ecology - Boss: Negus O' Shim

- Livello 3, Battleship Raid - Boss: motore centrale della Warship Bydo Planet Buster

- Livello segreto 3.5, Forest Watchdog - Boss: albero Bydo racchiudente la R-13 Cerberus

- Livello 4, Deserted Lab - Boss: Dobkeratops Mattuchius

- Livello 5, Dimension 26 - Boss: Fine-Motion

- Livello 6.0, Floating Graves - Boss: Gomander

- Livello 6.1, Beautiful Erasure - Boss: Nomemayer, nel suo secondo aspetto

- Livello 6.2, Anti-Space - Boss: coppia Gridlock

- Livello F-A, The Bydo... - Boss: Bydo Core (Imperatore dei Bydo)

- Livello F-B, Summer Night -  Boss: navicella terrestre

- Livello F-C, Wherever - nessun boss

## Colonna sonora
Le musiche si devono alla compositrice Yuki Iwai, ad eccezione del brano ascoltabile per gran parte del livello segreto, una variazione di Silence, il tema conclusivo della navicella R-13 Cerberus in R-Type Delta.

## Accoglienza
La rivista Play Generation diede a R-Type Final un punteggio di 83/100, apprezzando di esso in particolare i giri a 60 Hz, lo schema di gioco coi differenti finali, e i numerosi velivoli sbloccabili: le riserve erano sul design dei livelli, considerato non all'altezza della fama della serie.